# Cirrhopetalum gracillimum
Cirrhopetalum gracillimum là một loài phong lan thuộc chi Cirrhopetalum có ở New Guinea, New Caledonia, Indonesia, Malaysia và một số khu vực giới hạn của miền bắc Queensland, Australia (các dãy núi Iron, Janet, và Tozer). Ở Australia nó có ở độ cao từ 300-400 mét và ra hoa vào tháng 8 tới tháng 3 Loài này được (Rolfe) Rolfe mô tả khoa học đầu tiên năm 1907.